# Mains Lodge

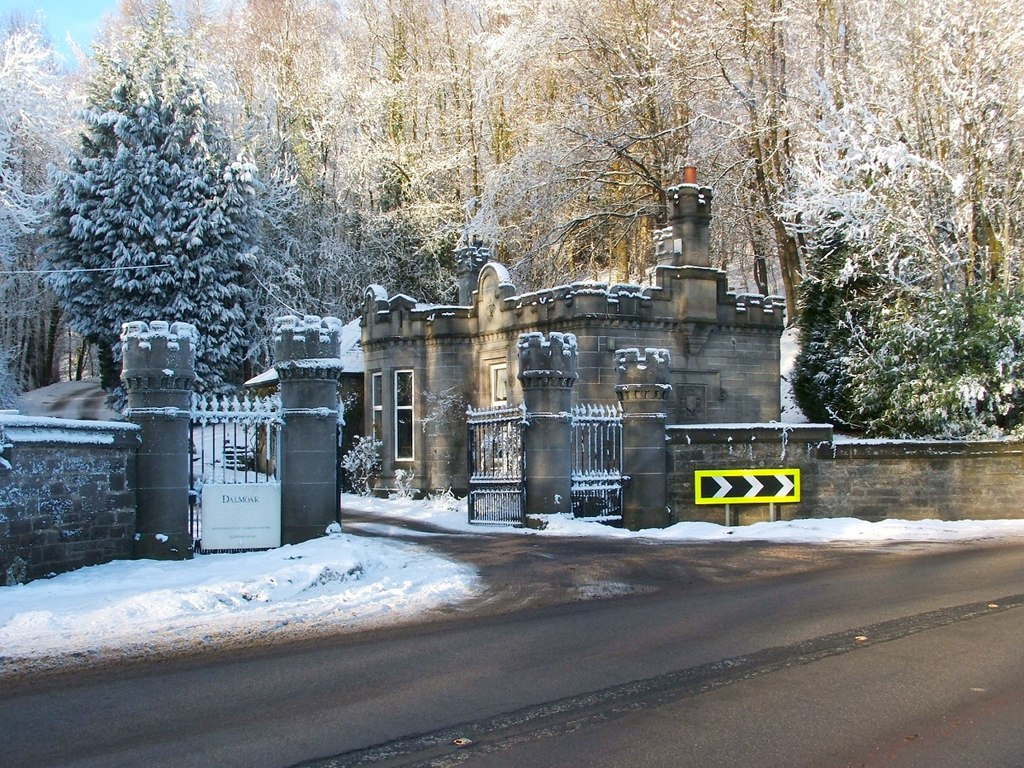
Mains Lodge

Mains Lodge ist ein Wohngebäude auf den Ländereien der schottischen Villa Dalmoak House südlich der Stadt Renton in der Council Area West Dunbartonshire. James Aitken, der Eigentümer der Whiskybrennerei Rosebank in Camelon, ließ Dalmoak House zwischen 1866 und 1869 als Landsitz errichten. In diesem Zuge wurden auch Außengebäude gebaut, zu denen auch die Lodge gehört. 1980 wurde das Bauwerk in die schottischen Denkmallisten in der Kategorie B aufgenommen.

## Beschreibung
Die Mains Lodge markiert den Beginn eines Zufahrtsweges zu der Villa. Sie liegt südöstlich von Dalmoak House an der heutigen A812. Entlang der Straße verläuft ein Tor, welches in seiner Gestaltung dem Nordtor ähnelt. Zwei massive Torpfeiler aus Sandstein flankieren die Einfahrt des Kutschweges. Sie weisen einen runden Grundriss auf und schließen mit kronenähnlichen, umlaufenden Zinnen, die auf kleinen Kragsteinen ruhen. Etwa auf halber Höhe läuft ein Band um. Der Kutschweg wird auf beiden Seiten von Fußgängerwegen flankiert, die jeweils ein weiterer Pfeiler gleicher Bauart begrenzt. Die Pfeiler tragen gusseiserne Tore.
Die einstöckige Lodge im tudorgotischen Stil besteht aus zwei Gebäudeteilen. Ihre Frontseite weist nach Süden. Am westlichen Gebäudeteil sind zwei Fenster und eine Tür symmetrisch angeordnet. Die Gebäudeöffnungen sind mit Quadersteinen abgesetzt. Der Gebäudeteil schließt mit einem Walmdach ab. Der östliche Gebäudeteil ist mit umlaufenden Zinnen gestaltet. Die auskragenden Schornsteine sind giebelseitig angeordnet.